# Бутырин, Павел Анфимович
Павел Анфимович Бутырин (род. 15 августа 1949 года) — физик, специалист в области теоретической электротехники, член-корреспондент РАН (2000), лауреат премии имени П. Н. Яблочкова.

## Биография
Родился 15 августа 1949 года в Челябинске.
В 1974 году окончил Челябинский политехнический институт. В 1978 году окончил очную аспирантуру Ленинградского политехнического института (научный руководитель — К. С. Демирчян), в которую поступил по приглашению академика Л. Р. Неймана.
С 1981 года работает в Московском энергетическом институте (по приглашению К. С. Демирчяна), пройдя путь от ведущего инженера до заведующим кафедрой «Теоретические основы электротехники» (ТОЭ) (с 1999 года).
С 1991 по 1997 годы — работа по совместительству старшим научным сотрудником в Институте высоких температур.
В 1994 году — защита докторской диссертации, тема: «Разработка аналитических и численно-аналитических методов решения уравнений состояния электрических цепей».
В 2000 году — избран членом-корреспондентом РАН по Отделению энергетики, машиностроения, механики и процессов управления.

### Научная деятельность
Область научных интересов: теоретическая электротехника, электроэнергетика, математическое моделирование, социология техники.
Автор работ по теоретической электротехнике, информатике, социологии техники, таких как:
- «Моделирование и машинный расчет электрических цепей» (в соавторстве с академиком К. С. Демирчяном, 1978)
- «Автоматизация физических исследований и эксперимента» (2000)
- «Социология техники» (в соавторстве с д.ф.н. А. Л. Андреевым и д.ф.н. В. Г. Гороховым (Германия), 2009)

Соавтор и редактор нескольких учебников и учебных пособий по электротехнике для высших, средних и начальных специальных учебных заведений.
В МЭИ создал новый учебный курс «Информационные технологии электротехники» и вместе с первым заместителем заведующего кафедрой, проф. Ф. Н. Шакирзяновым провел модернизацию всей лабораторной базы кафедры ТОЭ.

### Общественная деятельность
- Президент Академии электротехнических наук РФ (2010)
- заместитель председателя объединённого научного совета РАН по комплексной проблеме «Электрофизика, электроэнергетика, электротехника»
- заместитель председателя Научно-методического совета по электротехнике и электронике Минобрнауки РФ
- председатель диссертационного совета в МЭИ
- член экспертного совета по энергетике ВАК
- заместитель главного редактора журнала «Известия РАН. Энергетика»
- член редколлегии журналов «Электричество» и «Электро».

## Награды
- Премия имени П. Н. Яблочкова (1995, В. И. Радиным, Ю. Г. Шакаряном) — за цикл работ «Теория, проектирование и моделирование управляемых машиновентильных систем»
- Премия Правительства Российской Федерации в области науки и техники (2005) — в составе коллектива авторов за создание учебника «Основы современной энергетики».